# Julija Bizjak
Julija Bizjak, slovenski fotomodel, * 3. julij 1994
Leta 2014 je osvojila naslov Miss Slovenije. Pozirala je kot sanjsko dekle za slovensko izdajo Playboya.

## Zgodnja leta
Streljala je z zračno puško. Mama jo je kot otroka vpisala na avdicija.com, kasneje pa je šla v agencijo Model group.

## Študij
Po maturi na ekonomski gimnaziji v Radovljici leta 2013 je šla na študij biopsihologije. Diplomirala je na fakulteti za podjetništvo na Gea College.

## Zasebno
Odraščala je v Lescah. Visoka je 175 centimetrov.